# Prioma
Prioma (deutsch Priom) ist ein Dorf in der polnischen Woiwodschaft Ermland-Masuren. Es gehört zur Gmina Płośnica (Landgemeinde Heinrichsdorf) im Powiat Działdowski (Kreis Soldau).

## Geographische Lage
Prioma liegt im Südwesten der Woiwodschaft Ermland-Masuren, 27 Kilometer südwestlich der einstigen Kreisstadt Neidenburg (polnisch Nidzica) bzw. acht Kilometer westlich der heutigen Kreismetropole Działdowo (deutsch Soldau i. Ostpr.).

## Geschichte
Erstmals erwähnt wurde Priom im Jahre 1437. 1874 kam das kleine Dorf zum Amtsbezirk Ruttkowitz (polnisch Rutkowice) im ostpreußischen Kreis Neidenburg. Im Jahre 1910 belief sich die Zahl der Einwohner Priomas auf 313.
Als am 10. Januar 1920 das Soldauer Gebiet an Polen abgetreten werden musste, war auch Priom davon betroffen. Das Dorf erhielt die polnische Namensform „Prioma“ und wurde in die neugebildete Landgemeinde Płośnica (Heinrichsdorf) innerhalb der Gemeinde Rutkowice (Ruttkowitz) eingegliedert. 1939 wurde die Landgemeinde Płośnica in das Deutsche Reich relegiert, erhielt die deutsche Bezeichnung „Heinrichdorf“ und wurde 1940 der neue Amtsbezirk Heinrichsdorf im Kreis Neidenburg.
In erneuter Kriegsfolge kam Priom 1945 mit dem gesamten südlichen Ostpreußen zu Polen. Das Dorf ist heute eine Ortschaft im Verbund der Gmina Płośnica (Landgemeinde Heinrichsdorf) im Powiat Działdowski (Kreis Soldau), bis 1998 der Woiwodschaft Ciechanów, seither der Woiwodschaft Ermland-Masuren zugeordnet. Im Jahre 2011 zählte Prioma 191 Einwohner.

## Kirche
Vor 1945 gehörte Priom zur evangelischen Kirche Heinrichsdorf (Kreis Neidenburg) in der Kirchenprovinz Ostpreußen der Kirche der Altpreußischen Union bzw. ab 1920 in der Diözese Działdowo (Soldau) der Unierten Evangelischen Kirche in Polen, außerdem zur römisch-katholischen Kirche Groß Lensk (polnisch Wielki Łęck).
Heute ist Prioma in die evangelische Pfarrei der Erlöserkirche Działdowo (Soldau) mit der Jesuskirche Lidzbark (Lautenburg) in der Diözese Masuren der Evangelisch-Augsburgischen Kirche in Polen eingegliedert, außerdem in die römisch-katholischen St.-Barbara-Kirche Płośnica (Heinrichsdorf) im Bistum Toruń (Thorn).

## Verkehr

### Straßen
Prioma liegt an einer Nebenstraße, die Płośnica mit Wysoka (Hohendorf) an der Woiwodschaftsstraße 544 verbindet, außerdem an einer Nebenstraße, die von Turza Wielka (Groß Tauersee) kommend in Prioma endet.

### Schienen
Priom war ab 1913 eine Bahnstation an der Bahnstrecke Działdowo–Chojnice (Soldau–Konitz). Die Bahnstrecke wurde im Abschnitt Działdowo–Lidzbark im Jahre 2007 geschlossen. Seitdem fehlt für Prioma eine Bahnanbindung.

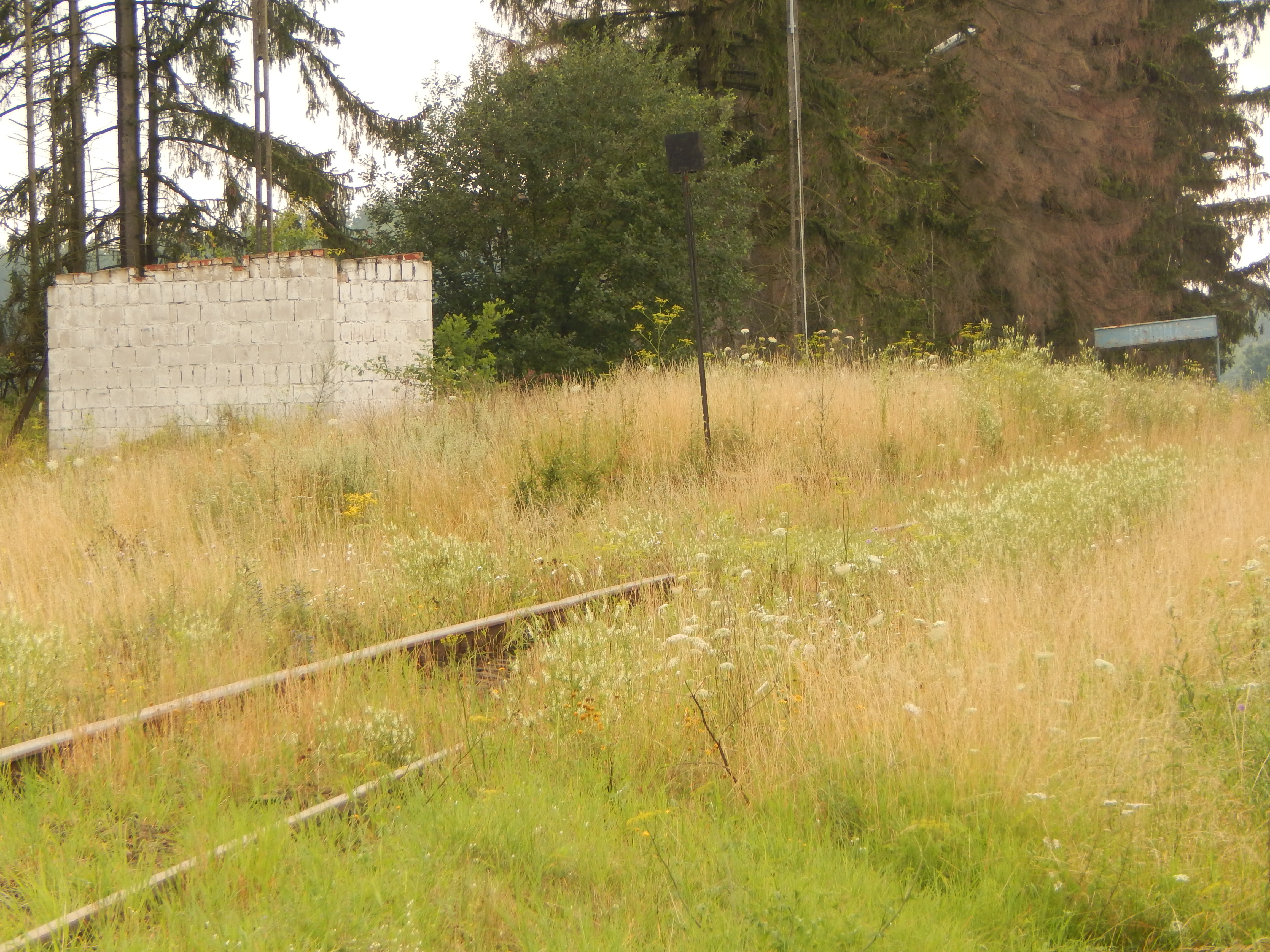
Priom, ehemaliger Bahnhof (2017)